# Tour La Provence
El Tour La Provence és una competició ciclista que es disputa a la regió de la Provença-Alps-Costa Blava durant el mes de febrer. La primera edició es disputà el 2016 i és organitzada pel diari La Provence. Forma part del calendari de l'UCI Proseries, amb una categoria 2.1.

## Palmarès
| Any  | Vencedor                | Segon              | Tercer              |         |
| ---- | ----------------------- | ------------------ | ------------------- | ------- |
| 2016 | Thomas Voeckler         | Petr Vakoč         | Lilian Calmejane    |         |
| 2017 | Rohan Dennis            | Mattia Cattaneo    | Alexandre Geniez    |         |
| 2018 | Alexandre Geniez        | Tony Gallopin      | Rudy Molard         |         |
| 2019 | Gorka Izagirre Insausti | Simon Clarke       | Tony Gallopin       |         |
| 2020 | Nairo Quintana Rojas    | Aleksandr Vlàssov  | Aleksei Lutsenko    |         |
| 2021 | Iván Ramiro Sosa Cuervo | Julian Alaphilippe | Egan Bernal Gómez   |         |
| 2022 | Nairo Quintana Rojas    | Julian Alaphilippe | Mattias Skjelmose   |         |
| 2023 | suspesa                 | suspesa            | suspesa             | suspesa |
| 2024 | Mads Pedersen           | Axel Zingle        | Raúl García Pierna  |         |
| 2025 | Mads Pedersen           | Matej Mohorič      | Marijn van den Berg |         |